# Древкова зброя (геральдика)
Древкова зброя (списи, копія, піки, алебарди тощо) — негеральдичні фігури в геральдиці. Стилізоване зображення древкової зброї на гербі іноді заважає її чіткій ідентифікації (наприклад, алебарду іноді важко відрізнити від сокири чи бойової сокири). Тому в описі герба має бути зазначено, який вид древкової зброї зображений на гербі. Попри те, що древкова зброя є однією з найдавніших видів зброї, якою користувалися люди, і вона зазнала різного розвитку з часом, вона не така поширена, як геральдична фігура, як, наприклад, меч.

## Зображення
Оскільки функції древкової зброї дуже різноманітні (полювання, війна, колюча, метальна, турнірна, презентаційна, керівна зброя), існують численні форми зображення древкової зброї в геральдиці (наприклад, у вигляді цілої древкової зброї, як наконечника древкової зброї, як древка). Необхідно повідомити про всі особливі атрибути та форми древкової зброї. Часто древкову зброю тримає, штовхає або кидає тварина чи людина. Іноді древкова зброя проколює живу істоту чи предмет або зображується як засіб убивства (наприклад, у зображенні полювання чи війни). Древкова зброя зображена окремо, часто парами та схрещеними або розміщеними одна на одній у формі зірки з трьох фігур, але зустрічається також у більших групах. Для древкової зброї можливі всі геральдичні кольори. Особливо поширена древкова зброя в польській та українській геральдиці.
Коли лицарі або вершники зображені на гербі, вони часто тримають спис, до якого збоку підвішений символ зі шматком речей («миготливий спис», див. стяг).

## Значення
Значення древкової зброї в геральдиці настільки ж різноманітні, як і їх функції. Древкова зброя часто використовується у зв'язку з християнською символікою. Наприклад, алебарда символізує Матвія, спис — апостолів Матвія або Фому, а також як натяк на Спис Лонгина, за допомогою якого була підтверджена смерть Ісуса. Древкова зброя також є атрибутами святих і мучеників, таких як Святий Георгій і Святий Маврикій. Взагалі древкова зброя в геральдиці це:
- знак світської та церковної влади (для королів спис є, серед іншого, символом передачі імперії та країни);
- символ нижчої знаті (меч символізує вищу знать);
- юридичний символ чоловічого принципу («спис» означає «людина/чоловіче плем'я» давнішою та юридичною мовою);
- символ військової сили/з'єднання;
- промовистий символ як натяк на професію або діяльність — мисливець, військовий, лісник;
- також для прізвища, наприклад «Spieß», «Stecher», «Lanssenstill», «Heer»…

## Галерея списів

Золотий спис і золота мотика в діагональному перехрещенні (Графрат)
Перехрещені гаки для сіна, які часто приймають за списи (Гойбах)
Воїн тримає в правій руці срібний спис із золотим держаком (Менцікен)
Фриз зі списом (Рюстрінген)
Спис у гербі Штаммгама

## Галерея пік

Турнірна піка (Швадернау)
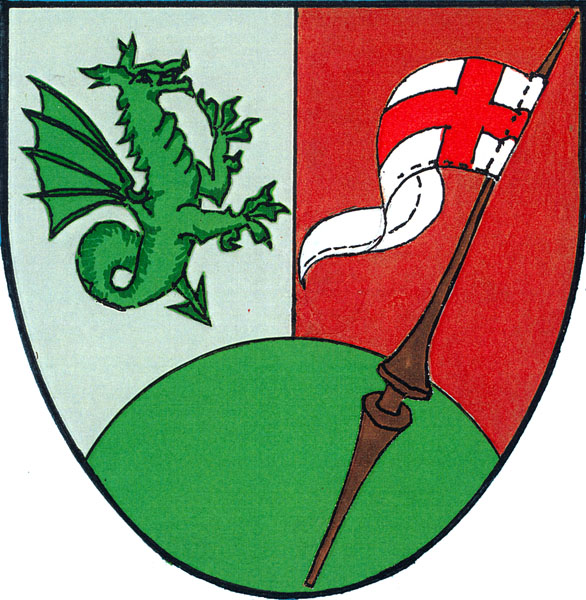
Турнірна піка з прапором (Мнетеш)
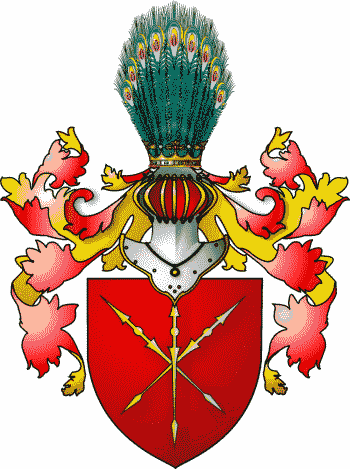
Піки (список річпосполитських шляхетських гербів)
Наконечник піки (Форхгайм-ам-Кайзерштуль)
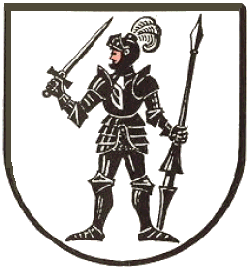
Лицар зі списом (Зіглінген)
Схрещені списи, прикриті легіонерським щитом (Фахендорф)
Фризький спис у гербі Вільгельмсгафена
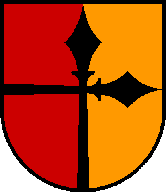
Перехрещені наконечники списів відсилають до "Страстей Христових" у Тьєрсі в Тіролі

## Галерея алебард

Моргенштерн та алебарда, схрещені: Алковен (Верхня Австрія)
Язикатий ведмідь тримає алебарду (Гаймінг)
Схрещені алебарди (Галльштадт)
Схрещені зламаний список і алебарда (Геммінгштедт)
Жінка з алебардою (Нордгаштедт)
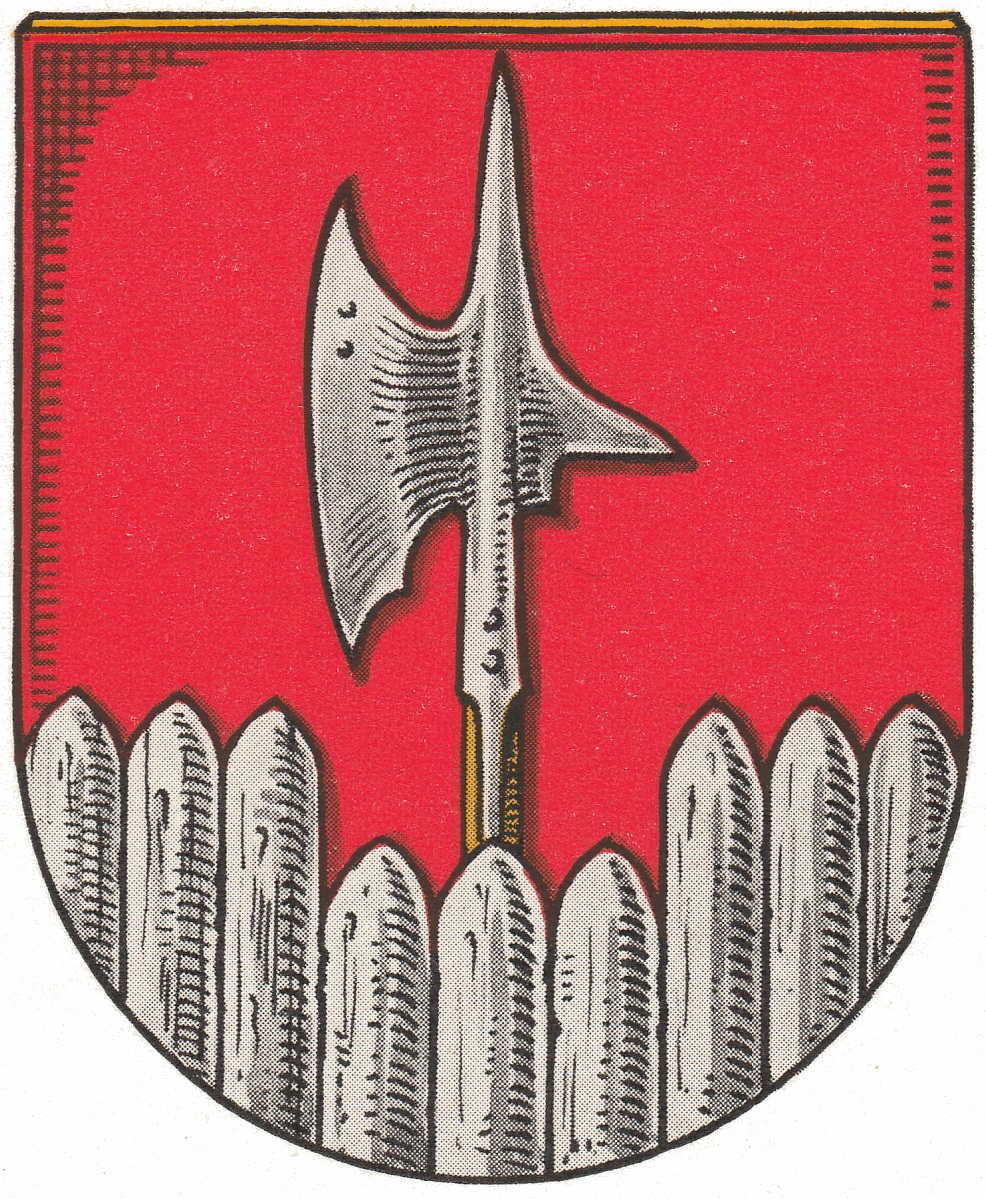
Алебарда, що росте за Палісадом (Оленроде)
Закутий у броню чоловік з алебардою (Родінг)
Ландскнехт з алебардою (Таферс)
Алебарда (Унтерайзесгайм)
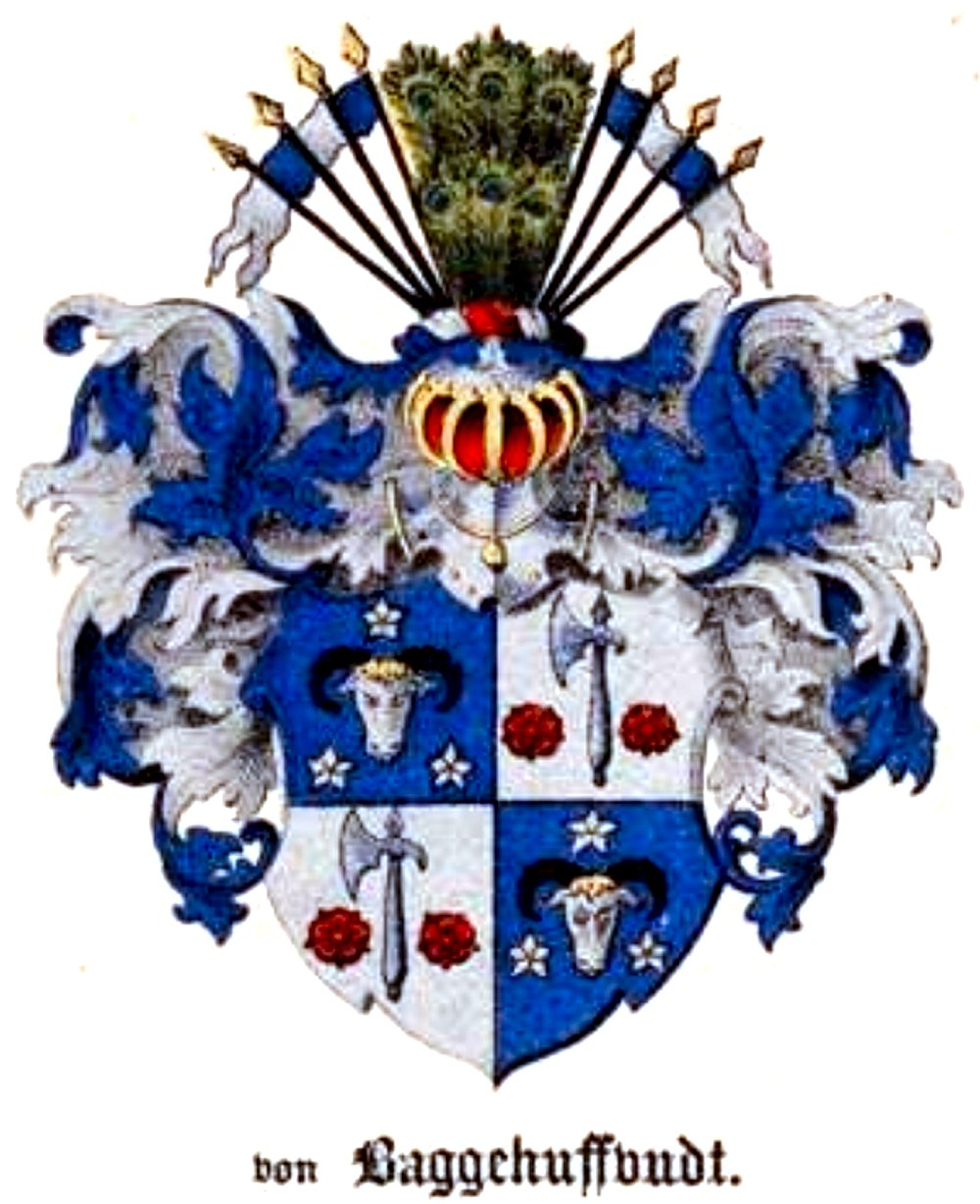
Бойова сокира (герб родини Багговут)

## Галерея шампурів тощо

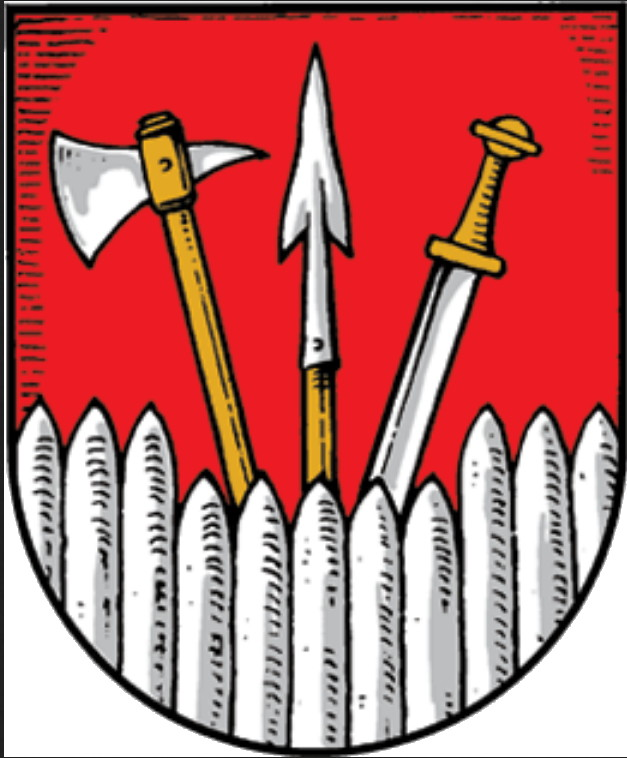
Різноманітна зброя (Геседорф)
Меч змінних кольорів (Гергертсгаузен)
Кинджал (Тегервілен)
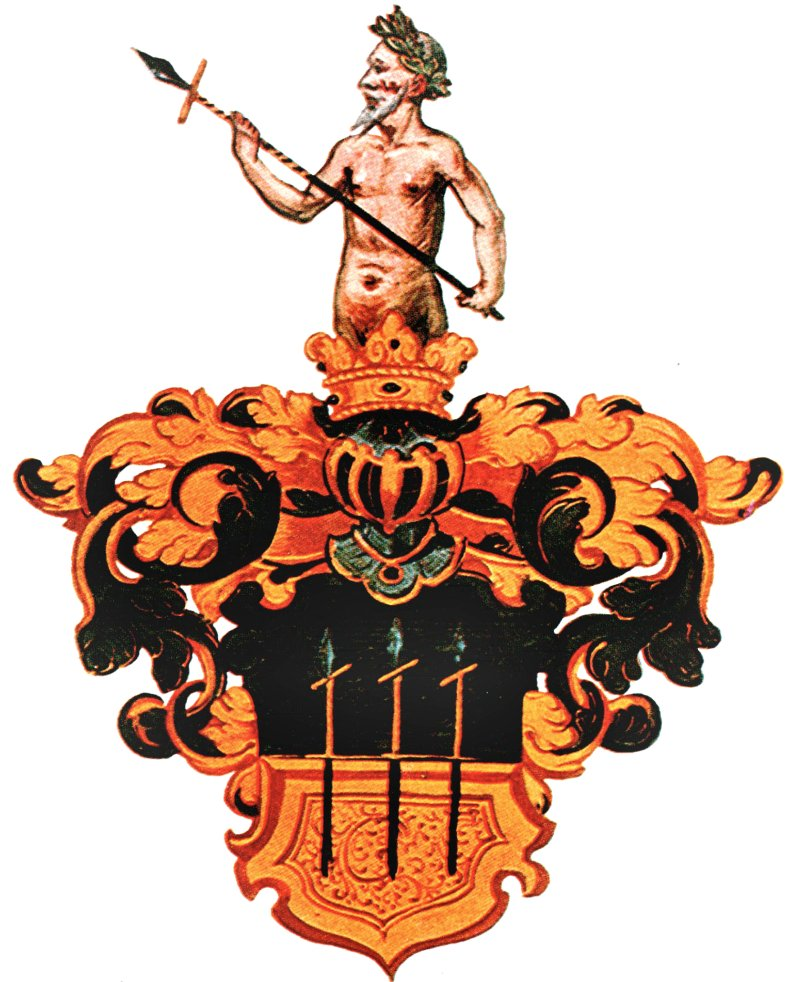
Шампури в гербі родини Манндорфів
Лілія (Спис Святого Сергія)
Ніж як атрибут Бартоломе

## Подальші теми
- Сокира (геральдика)
- Юрій (Георгій) Змієборець
- Тризубець (геральдика)
- Глефа

## Веб-посилання
- Іконопис (списи, списи, піки та піки)